# Danh sách đĩa đơn của Taylor Swift
Ca sĩ kiêm nhạc sĩ sáng tác bài hát người Mỹ Taylor Swift đã cho phát hành 61 đĩa đơn với vai trò chính, 8 đĩa đơn với vai trò hợp tác và 39 đĩa đơn quảng bá. Cô đã bán được 150 triệu đĩa đơn trên toàn cầu tính đến tháng 12 năm 2016. Theo Hiệp hội Công nghiệp Ghi âm Hoa Kỳ (RIAA), các đĩa đơn kỹ thuật số của Swift đã đạt được 137,5 triệu đơn vị được chứng nhận, dựa trên doanh số bán hàng và phát trực tuyến, tính đến tháng 7 năm 2023. Trên bảng Billboard Hot 100 Hoa Kỳ, tính đến tháng 11 năm 2023, Swift là nữ nhạc sĩ có nhiều bài hát lọt vào bảng xếp hạng nhất (231), nhiều bài hát vươn lên top 40 nhất (137), nhiều bài hát đạt top 20 nhất (85), nhiều bài hát leo lên được top 10 nhất (49), nhiều bài hát ra mắt trong tuần đầu ở top 10 nhất (38), nhiều bài hát đứng trong top 5 nhất (31) và có nhiều bài hát mở màn ở vị trí quán quân nhất (6).
Đĩa đơn chủ đạo đến từ album đầu tay của Swift vào năm 2006, "Tim McGraw", là bài hát đầu tiên lọt vào bảng xếp hạng Billboard Hot 100 của cô. Album phòng thu thứ hai Fearless (2008) của cô có hai đĩa đơn quốc tế top 10 là "Love Story" (bài hát số một đầu tiên của cô ở Úc) và "You Belong with Me". Album phòng thu thứ ba của cô, Speak Now, gồm có các đĩa đơn top 10 của Hoa Kỳ "Mine" và "Back to December". Những album tiếp theo của Swift là Red (2012), 1989 (2014), Reputation (2017) nối tiếp một hàng dài các chuỗi đĩa đơn đầu bảng: "We Are Never Ever Getting Back Together" (đầu tiên của cô trên Billboard Hot 100), "Shake It Off", "Blank Space", "Bad Blood" và "Look What You Made Me Do" (quán quân đầu tiên của cô ở Ireland và Vương quốc Anh). Các album vừa kể cũng có các đĩa đơn top 10 khác: "I Knew You Were Trouble", "Style", "Wildest Dreams" và "...Ready for It?".
Album phòng thu thứ bảy Lover (2019) của Swift có 2 đĩa đơn top 2 Billboard Hot 100 là "Me!", "You Need to Calm Down", 1 đĩa đơn top 10 của "Lover", và mang về 1 đĩa đơn quán quân "Cruel Summer" vào năm 2023 trên Hot 100 Hoa Kỳ. Sau khi tung ra album thứ tám, Folklore (2020) cùng đĩa đơn chủ đạo "Cardigan", Swift trở thành nghệ sĩ đầu tiên có màn ra mắt cả Billboard 200 lẫn Hot 100 ở vị trí quán quân trong một tuần; cô đã đạt được thành tích này bốn lần nữa với "Willow" từ Evermore (2020), "All Too Well (10 Minute Version)" (bài hát có thời lượng dài nhất để đạt vị trí quán quân) từ Red (Taylor's Version) (2021), "Anti-Hero" từ Midnights (2022), và "Is It Over Now?" từ 1989 (Taylor's Version) (2023). Red (Taylor's Version) có 26 bài hát lọt đồng thời vào bảng xếp hạng Billboard Hot 100 cùng tuần, lập kỷ lục về số bài hát xuất hiện trên một tuần bảng xếp hạng nhiều nhất của một phụ nữ. Sau khi ra mắt Midnights, Swift trở thành nghệ sĩ đầu tiên độc chiếm toàn bộ top 10 của Billboard Hot 100.
Ngoài các album, Swift còn thu âm nhạc phim, trong đó có đĩa đơn quán quân đầu tiên tại Canada "Today Was a Fairytale" cho nhạc phim Ẩn số tình yêu (2010), các bài hát top 30 Billboard Hot 100 mang tên "Safe & Sound" hợp tác cùng the Civil Wars và "Eyes Open" cho The Hunger Games (2012), và đĩa đơn top 5 quốc tế "I Don't Wanna Live Forever" hợp tác với Zayn cho nhạc phim Năm mươi sắc thái đen (2017).

## Vai trò chính

### Thập niên 2000
| Tựa đề                                                                                           | Năm  | Vị trí xếp hạng cao nhất | Vị trí xếp hạng cao nhất | Vị trí xếp hạng cao nhất | Vị trí xếp hạng cao nhất | Vị trí xếp hạng cao nhất | Vị trí xếp hạng cao nhất | Vị trí xếp hạng cao nhất | Vị trí xếp hạng cao nhất | Vị trí xếp hạng cao nhất | Vị trí xếp hạng cao nhất | Chứng nhận | Album        |
| Tựa đề                                                                                           | Năm  | Hoa Kỳ                   | Úc                       | Áo                       | Canada                   | Đức                      | Ireland                  | Nhật Bản                 | New Zealand              | Thụy Sĩ                  | Anh Quốc                 | Chứng nhận | Album        |
| ------------------------------------------------------------------------------------------------ | ---- | ------------------------ | ------------------------ | ------------------------ | ------------------------ | ------------------------ | ------------------------ | ------------------------ | ------------------------ | ------------------------ | ------------------------ | --- | ------------ |
| "Tim McGraw"                                                                                     | 2006 | 40                       | —                        | —                        | —                        | —                        | —                        | —                        | —                        | —                        | —                        | - RIAA: 2× Bạch kim | Taylor Swift |
| "Teardrops on My Guitar"                                                                         | 2007 | 13                       | —                        | —                        | 45                       | —                        | —                        | —                        | —                        | —                        | 51                       | - RIAA: 3× Bạch kim - BPI: Bạc - MC: Bạch kim                                                                                | Taylor Swift |
| "Our Song"                                                                                       | 2007 | 16                       | —                        | —                        | 30                       | —                        | —                        | —                        | —                        | —                        | —                        | - RIAA: 4× Bạch kim - BPI: Bạc - MC: Bạch kim                                                                                | Taylor Swift |
| "Picture to Burn"                                                                                | 2008 | 28                       | —                        | —                        | 48                       | —                        | —                        | —                        | —                        | —                        | —                        | - RIAA: 2× Bạch kim - MC: Vàng                                                                                               | Taylor Swift |
| "Should've Said No"                                                                              | 2008 | 33                       | —                        | —                        | 67                       | —                        | —                        | —                        | 18                       | —                        | —                        | - RIAA: Bạch kim | Taylor Swift |
| "Love Story"                                                                                     | 2008 | 4                        | 1                        | 30                       | 4                        | 22                       | 3                        | 3                        | 3                        | 50                       | 2                        | - RIAA: 8× Bạch kim - ARIA: 10× Bạch kim - BPI: 3× Bạch kim - BVMI: Bạch kim - MC: 2× Bạch kim - RIAJ: Vàng - RMNZ: Bạch kim | Fearless     |
| "White Horse"                                                                                    | 2008 | 13                       | 41                       | —                        | 43                       | —                        | —                        | —                        | —                        | —                        | 60                       | - RIAA: 2× Bạch kim - ARIA: Vàng - MC: Vàng                                                                                  | Fearless     |
| "You Belong with Me"                                                                             | 2009 | 2                        | 5                        | —                        | 3                        | —                        | 12                       | 10                       | 5                        | 58                       | 30                       | - RIAA: 7× Bạch kim - ARIA: 4× Bạch kim - BPI: Bạch kim - MC: 2× Bạch kim - RIAJ: Bạch kim - RMNZ: Bạch kim                  | Fearless     |
| "Fifteen"                                                                                        | 2009 | 23                       | 48                       | —                        | 19                       | —                        | —                        | —                        | —                        | —                        | —                        | - RIAA: 2× Bạch kim - MC: Vàng                                                                                               | Fearless     |
| "—" có nghĩa là đĩa đơn không có mặt trên bảng xếp hạng hoặc không được phát hành ở quốc gia đó. |      |                          |                          |                          |                          |                          |                          |                          |                          |                          |                          | |              |

### Thập niên 2010
| Tựa đề                                                                                           | Năm  | Vị trí xếp hạng cao nhất | Vị trí xếp hạng cao nhất | Vị trí xếp hạng cao nhất | Vị trí xếp hạng cao nhất | Vị trí xếp hạng cao nhất | Vị trí xếp hạng cao nhất | Vị trí xếp hạng cao nhất | Vị trí xếp hạng cao nhất | Vị trí xếp hạng cao nhất | Vị trí xếp hạng cao nhất | Chứng nhận | Album                                                   |
| Tựa đề                                                                                           | Năm  | Hoa Kỳ                   | Úc                       | Áo                       | Canada                   | Đức                      | Ireland                  | Nhật Bản                 | New Zealand              | Thụy Sĩ                  | Anh Quốc                 | Chứng nhận | Album                                                   |
| ------------------------------------------------------------------------------------------------ | ---- | ------------------------ | ------------------------ | ------------------------ | ------------------------ | ------------------------ | ------------------------ | ------------------------ | ------------------------ | ------------------------ | ------------------------ | --- | ------------------------------------------------------- |
| "Fearless"                                                                                       | 2010 | 9                        | —                        | —                        | 69                       | —                        | —                        | —                        | —                        | —                        | 111                      | - RIAA: Bạch kim | Fearless                                                |
| "Today Was a Fairytale"                                                                          | 2010 | 2                        | 3                        | —                        | 1                        | —                        | 41                       | 63                       | 29                       | —                        | 57                       | - RIAA: Bạch kim - ARIA: Bạch kim | Valentine's Day                                         |
| "Mine"                                                                                           | 2010 | 3                        | 9                        | —                        | 7                        | —                        | 38                       | 6                        | 16                       | 46                       | 30                       | - RIAA: 3× Bạch kim - ARIA: 3× Bạch kim - BPI: Bạc - MC: Vàng - RIAJ: Vàng - RMNZ: Vàng                                                                                | Speak Now                                               |
| "Back to December"                                                                               | 2010 | 6                        | 26                       | —                        | 7                        | —                        | —                        | 62                       | 24                       | —                        | —                        | - RIAA: 2× Bạch kim - ARIA: Bạch kim - BPI: Bạc - MC: Vàng | Speak Now                                               |
| "Mean"                                                                                           | 2011 | 11                       | 45                       | —                        | 10                       | —                        | —                        | —                        | —                        | —                        | —                        | - RIAA: 3× Bạch kim - ARIA: 2× Bạch kim - BPI: Bạc - MC: Vàng | Speak Now                                               |
| "The Story of Us"                                                                                | 2011 | 41                       | —                        | —                        | 70                       | —                        | —                        | —                        | —                        | —                        | —                        | - RIAA: Bạch kim - ARIA: Bạch kim - BPI: Bạc | Speak Now                                               |
| "Sparks Fly"                                                                                     | 2011 | 17                       | 97                       | —                        | 28                       | —                        | —                        | —                        | —                        | —                        | —                        | - RIAA: Bạch kim - ARIA: Bạch kim | Speak Now                                               |
| "Ours"                                                                                           | 2011 | 13                       | 91                       | —                        | 68                       | —                        | —                        | —                        | —                        | —                        | 181                      | - RIAA: Bạch kim - ARIA: Vàng | Speak Now                                               |
| "Eyes Open"                                                                                      | 2012 | 19                       | 47                       | —                        | 17                       | —                        | 65                       | —                        | 6                        | —                        | 70                       | - RIAA: Bạch kim - RMNZ: Vàng | The Hunger Games: Songs from District 12 and Beyond     |
| "We Are Never Ever Getting Back Together"                                                        | 2012 | 1                        | 3                        | 22                       | 1                        | 21                       | 4                        | 2                        | 1                        | 21                       | 4                        | - RIAA: 6× Bạch kim - ARIA: 5× Bạch kim - BPI: 2× Bạch kim - BVMI: Bạch kim - RIAJ: Million - MC: Vàng - RMNZ: 2× Bạch kim                                             | Red                                                     |
| "Ronan"                                                                                          | 2012 | 16                       | —                        | —                        | —                        | —                        | —                        | —                        | —                        | —                        | —                        | - RIAA: Vàng | Đĩa đơn từ thiện không album                            |
| "Begin Again"                                                                                    | 2012 | 7                        | 20                       | —                        | 4                        | —                        | 25                       | —                        | 11                       | —                        | 30                       | - RIAA: Bạch kim - MC: Vàng | Red                                                     |
| "I Knew You Were Trouble"                                                                        | 2012 | 2                        | 3                        | 6                        | 2                        | 9                        | 4                        | 51                       | 3                        | 8                        | 2                        | - RIAA: 7× Bạch kim - ARIA: 6× Bạch kim - BPI: 2× Bạch kim - BVMI: Bạch kim - IFPI AUT: Vàng - IFPI SWI: Bạch kim - MC: 5× Bạch kim - RIAJ: Vàng - RMNZ: 2× Bạch kim   | Red                                                     |
| "22"                                                                                             | 2013 | 20                       | 21                       | —                        | 20                       | —                        | 12                       | 53                       | 23                       | —                        | 9                        | - RIAA: 3× Bạch kim - ARIA: 2× Bạch kim - BPI: Bạch kim - MC: Bạch kim - RIAJ: Vàng - RMNZ: Vàng                                                                       | Red                                                     |
| "Highway Don't Care" (Tim McGraw cùng với Taylor Swift hợp tác với Keith Urban)                  | 2013 | 22                       | 73                       | —                        | 21                       | —                        | —                        | —                        | —                        | —                        | —                        | - RIAA: 3× Bạch kim - ARIA: Bạch kim | Two Lanes of Freedom                                    |
| "Red"                                                                                            | 2013 | 6                        | 30                       | —                        | 5                        | —                        | 25                       | 43                       | 14                       | —                        | 26                       | - RIAA: 2× Bạch kim - ARIA: Vàng - BPI: Bạc | Red                                                     |
| "Everything Has Changed" (hợp tác với Ed Sheeran)                                                | 2013 | 32                       | 28                       | —                        | 28                       | —                        | 5                        | —                        | 22                       | —                        | 7                        | - RIAA: 2× Bạch kim - ARIA: Bạch kim - BPI: Bạch kim - RMNZ: Vàng | Red                                                     |
| "The Last Time" (hợp tác với Gary Lightbody)                                                     | 2013 | —                        | —                        | —                        | 73                       | —                        | 15                       | —                        | —                        | —                        | 25                       | | Red                                                     |
| "Shake It Off"                                                                                   | 2014 | 1                        | 1                        | 6                        | 1                        | 5                        | 3                        | 4                        | 1                        | 7                        | 2                        | - RIAA: Kim cương - ARIA: 17× Bạch kim - BPI: 4× Bạch kim - BVMI: Vàng - IFPI AUT: Vàng - IFPI SWI: Bạch kim - MC: 6× Bạch kim - RIAJ: 3× Bạch kim - RMNZ: 5× Bạch kim | 1989                                                    |
| "Blank Space"                                                                                    | 2014 | 1                        | 1                        | 6                        | 1                        | 9                        | 4                        | 45                       | 2                        | 12                       | 4                        | - RIAA: 8× Bạch kim - ARIA: 13× Bạch kim - BPI: 3× Bạch kim - BVMI: Vàng - IFPI SWI: Vàng - MC: 4× Bạch kim - RIAJ: Vàng - RMNZ: 4× Bạch kim                           | 1989                                                    |
| "Style"                                                                                          | 2015 | 6                        | 8                        | 19                       | 6                        | 25                       | 23                       | 53                       | 11                       | 19                       | 21                       | - RIAA: 3× Bạch kim - ARIA: 8× Bạch kim - BPI: 2× Bạch kim - MC: 3× Bạch kim - RMNZ: 3× Bạch kim                                                                       | 1989                                                    |
| "Bad Blood" (solo hoặc hợp tác với Kendrick Lamar)                                               | 2015 | 1                        | 1                        | 22                       | 1                        | 29                       | 8                        | 20                       | 1                        | 28                       | 4                        | - RIAA: 6× Bạch kim - ARIA: 8× Bạch kim - BPI: Bạch kim - BVMI: Vàng - MC: 3× Bạch kim - RMNZ: Vàng                                                                    | 1989                                                    |
| "Wildest Dreams"                                                                                 | 2015 | 5                        | 3                        | 21                       | 4                        | 51                       | 39                       | —                        | 8                        | 53                       | 40                       | - RIAA: 4× Bạch kim - ARIA: 8× Bạch kim - BPI: Bạch kim - BVMI: Vàng - MC: Bạch kim - RMNZ: Vàng                                                                       | 1989                                                    |
| "Out of the Woods"                                                                               | 2016 | 18                       | 19                       | 64                       | 8                        | —                        | —                        | —                        | 6                        | —                        | 136                      | - RIAA: Bạch kim - ARIA: 3× Bạch kim - BPI: Vàng - MC: Vàng | 1989                                                    |
| "New Romantics"                                                                                  | 2016 | 46                       | 35                       | —                        | 58                       | —                        | —                        | 90                       | —                        | —                        | 132                      | - RIAA: Vàng - ARIA: Vàng - BPI: Bạc | 1989                                                    |
| "I Don't Wanna Live Forever" (với Zayn)                                                          | 2016 | 2                        | 3                        | 2                        | 2                        | 2                        | 4                        | —                        | 4                        | 2                        | 5                        | - RIAA: 4× Bạch kim - ARIA: 7× Bạch kim - BPI: 2× Bạch kim - BVMI: 3× Vàng - MC: 7× Bạch kim - RMNZ: Bạch kim                                                          | Fifty Shades Darker: Original Motion Picture Soundtrack |
| "Look What You Made Me Do"                                                                       | 2017 | 1                        | 1                        | 2                        | 1                        | 3                        | 1                        | 7                        | 1                        | 6                        | 1                        | - RIAA: 4× Bạch kim - ARIA: 4× Bạch kim - BPI: 2× Bạch kim - BVMI: Vàng - MC: 3× Bạch kim - RMNZ: Vàng                                                                 | Reputation                                              |
| "...Ready for It?"                                                                               | 2017 | 4                        | 3                        | 26                       | 7                        | 47                       | 12                       | —                        | 9                        | 41                       | 7                        | - RIAA: 2× Bạch kim - ARIA: 2× Bạch kim - BPI: Bạch kim - MC: 2× Bạch kim                                                                                              | Reputation                                              |
| "End Game" (hợp tác với Ed Sheeran và Future)                                                    | 2017 | 18                       | 36                       | —                        | 11                       | —                        | 68                       | —                        | —                        | —                        | 49                       | - RIAA: Bạch kim - ARIA: Bạch kim - BPI: Bạc - MC: Bạch kim | Reputation                                              |
| "New Year's Day"                                                                                 | 2017 | —                        | —                        | —                        | —                        | —                        | —                        | —                        | —                        | —                        | —                        | | Reputation                                              |
| "Delicate"                                                                                       | 2018 | 12                       | 28                       | 70                       | 20                       | —                        | 31                       | —                        | 33                       | 88                       | 45                       | - RIAA: 2× Bạch kim - ARIA: Bạch kim - BPI: Bạch kim | Reputation                                              |
| "Getaway Car"                                                                                    | 2018 | —                        | —                        | —                        | —                        | —                        | —                        | —                        | —                        | —                        | —                        | - ARIA: Bạch kim - BPI: Vàng | Reputation                                              |
| "Me!" (hợp tác với Brendon Urie bên ban nhạc Panic! at the Disco)                                | 2019 | 2                        | 2                        | 7                        | 2                        | 12                       | 5                        | 6                        | 3                        | 12                       | 3                        | - RIAA: 2× Bạch kim - ARIA: 3× Bạch kim - BPI: Bạch kim - BVMI: Vàng - IFPI AUT: Vàng - MC: Bạch kim - RMNZ: Vàng                                                      | Lover                                                   |
| "You Need to Calm Down"                                                                          | 2019 | 2                        | 3                        | 21                       | 4                        | 36                       | 5                        | 23                       | 5                        | 22                       | 5                        | - RIAA: 3× Bạch kim - ARIA: 3× Bạch kim - BPI: Bạch kim - IFPI AUT: Vàng - RMNZ: Vàng                                                                                  | Lover                                                   |
| "Lover"                                                                                          | 2019 | 10                       | 3                        | 47                       | 7                        | 61                       | 9                        | 76                       | 3                        | 52                       | 14                       | - RIAA: 2× Bạch kim - ARIA: 2× Bạch kim - BPI: Bạch kim - MC: 3× Bạch kim - RMNZ: 3× Bạch kim                                                                          | Lover                                                   |
| "Christmas Tree Farm"                                                                            | 2019 | 59                       | 49                       | 50                       | 40                       | 60                       | 51                       | —                        | —                        | 93                       | 44                       | - BPI: Bạc | Đĩa đơn không nằm trong album                           |
| "—" có nghĩa là đĩa đơn không có mặt trên bảng xếp hạng hoặc không được phát hành ở quốc gia đó. |      |                          |                          |                          |                          |                          |                          |                          |                          |                          |                          | |                                                         |

### Thập niên 2020
| Tựa đề                                                                                           | Năm  | Vị trí xếp hạng cao nhất | Vị trí xếp hạng cao nhất | Vị trí xếp hạng cao nhất | Vị trí xếp hạng cao nhất | Vị trí xếp hạng cao nhất | Vị trí xếp hạng cao nhất | Vị trí xếp hạng cao nhất | Vị trí xếp hạng cao nhất | Vị trí xếp hạng cao nhất | Vị trí xếp hạng cao nhất | Chứng nhận | Album                   |
| Tựa đề                                                                                           | Năm  | Hoa Kỳ                   | Úc                       | Áo                       | Canada                   | Đức                      | Ireland                  | New Zealand              | Thụy Sĩ                  | Anh Quốc                 | Thế giới                 | Chứng nhận | Album                   |
| ------------------------------------------------------------------------------------------------ | ---- | ------------------------ | ------------------------ | ------------------------ | ------------------------ | ------------------------ | ------------------------ | ------------------------ | ------------------------ | ------------------------ | ------------------------ | --- | ----------------------- |
| "The Man"                                                                                        | 2020 | 23                       | 17                       | 66                       | 21                       | —                        | 16                       | 15                       | 80                       | 21                       | —                        | - RIAA: Bạch kim - ARIA: Bạch kim - BPI: Vàng                                                                                   | Lover                   |
| "Cardigan"                                                                                       | 2020 | 1                        | 1                        | 46                       | 3                        | 67                       | 4                        | 2                        | 51                       | 6                        | 77                       | - RIAA: Bạch kim - BPI: Bạch kim - MC: 2× Bạch kim - RMNZ: Bạch kim                                                             | Folklore                |
| "Exile" (hợp tác với Bon Iver)                                                                   | 2020 | 6                        | 3                        | 56                       | 6                        | —                        | 3                        | 5                        | 48                       | 8                        | 133                      | - RIAA: Bạch kim - BPI: Bạch kim - MC: 2× Bạch kim                                                                              | Folklore                |
| "Betty"                                                                                          | 2020 | 42                       | 22                       | —                        | 32                       | —                        | 88                       | —                        | —                        | —                        | 180                      | - BPI: Bạc - MC: Vàng | Folklore                |
| "Willow"                                                                                         | 2020 | 1                        | 1                        | 30                       | 1                        | 46                       | 3                        | 3                        | 21                       | 3                        | 2                        | - RIAA: Bạch kim - ARIA: Bạch kim - BPI: Bạch kim - MC: Bạch kim                                                                | Evermore                |
| "No Body, No Crime" (hợp tác với Haim)                                                           | 2021 | 34                       | 16                       | —                        | 11                       | —                        | 11                       | 29                       | —                        | 19                       | 16                       | - BPI: Bạc | Evermore                |
| "Coney Island" (hợp tác với the National)                                                        | 2021 | 63                       | 42                       | —                        | 31                       | —                        | —                        | —                        | —                        | —                        | 45                       | | Evermore                |
| "I Bet You Think About Me" (hợp tác với Chris Stapleton)                                         | 2021 | 22                       | 43                       | —                        | 17                       | —                        | —                        | —                        | —                        | —                        | 22                       | | Red (Taylor's Version)  |
| "Message in a Bottle"                                                                            | 2021 | 45                       | 33                       | —                        | 32                       | —                        | —                        | —                        | —                        | —                        | 50                       | | Red (Taylor's Version)  |
| "Anti-Hero"                                                                                      | 2022 | 1                        | 1                        | 6                        | 1                        | 7                        | 1                        | 1                        | 6                        | 1                        | 1                        | - ARIA: 6× Bạch kim - BPI: 2× Bạch kim - BVMI: Vàng - IFPI AUT: Vàng - IFPI SWI: Bạch kim - MC: 2× Bạch kim - RMNZ: 2× Bạch kim | Midnights               |
| "Lavender Haze"                                                                                  | 2022 | 2                        | 2                        | 15                       | 2                        | 71                       | 2                        | 2                        | 18                       | 3                        | 2                        | - ARIA: 2× Bạch kim - BPI: Vàng - MC: Bạch kim - RMNZ: Vàng                                                                     | Midnights               |
| "Karma" (solo hoặc hợp tác với Ice Spice)                                                        | 2023 | 2                        | 2                        | —                        | 4                        | —                        | 8                        | 9                        | —                        | 12                       | 6                        | - ARIA: 2× Bạch kim - BPI: Vàng - MC: Bạch kim - RMNZ: Vàng                                                                     | Midnights               |
| "Cruel Summer"                                                                                   | 2023 | 1                        | 2                        | 16                       | 1                        | 15                       | 4                        | 3                        | 10                       | 2                        | 1                        | - ARIA: 4× Bạch kim - BPI: 2× Bạch kim - IFPI SWI: Vàng - RMNZ: 3× Bạch kim                                                     | Lover                   |
| "'Slut!'"                                                                                        | 2023 | 3                        | 4                        | —                        | 3                        | 45                       | 6                        | 5                        | —                        | 5                        | 3                        | | 1989 (Taylor's Version) |
| "Is It Over Now?"                                                                                | 2023 | 1                        | 1                        | 18                       | 1                        | 51                       | 2                        | 1                        | 37                       | 1                        | 1                        | - BPI: Bạc - RMNZ: Vàng | 1989 (Taylor's Version) |
| "—" có nghĩa là đĩa đơn không có mặt trên bảng xếp hạng hoặc không được phát hành ở quốc gia đó. |      |                          |                          |                          |                          |                          |                          |                          |                          |                          |                          | |                         |

## Vai trò hợp tác
| Tựa đề                                                                                           | Năm  | Vị trí xếp hạng cao nhất | Vị trí xếp hạng cao nhất | Vị trí xếp hạng cao nhất | Vị trí xếp hạng cao nhất | Vị trí xếp hạng cao nhất | Vị trí xếp hạng cao nhất | Vị trí xếp hạng cao nhất | Vị trí xếp hạng cao nhất | Vị trí xếp hạng cao nhất | Vị trí xếp hạng cao nhất | Chứng nhận                                     | Album                                  |
| Tựa đề                                                                                           | Năm  | Hoa Kỳ                   | Úc                       | Áo                       | Canada                   | Đức                      | Ireland                  | New Zealand              | Thụy Sĩ                  | Anh Quốc                 | Thế giới                 | Chứng nhận                                     | Album                                  |
| ------------------------------------------------------------------------------------------------ | ---- | ------------------------ | ------------------------ | ------------------------ | ------------------------ | ------------------------ | ------------------------ | ------------------------ | ------------------------ | ------------------------ | ------------------------ | ---------------------------------------------- | -------------------------------------- |
| "God Bless the Children" (Wayne Warner and the Nashville All-Star Choir)                         | 2006 | —                        | —                        | —                        | —                        | —                        | —                        | —                        | —                        | —                        | —                        |                                                | Turbo Twang'n                          |
| "Two Is Better Than One" (Boys Like Girls hợp tác với Taylor Swift)                              | 2009 | 18                       | —                        | —                        | 18                       | —                        | —                        | —                        | —                        | —                        | —                        | - RIAA: Bạch kim                               | Love Drunk                             |
| "Half of My Heart" (John Mayer hợp tác với Taylor Swift)                                         | 2010 | 25                       | 71                       | —                        | 53                       | —                        | —                        | —                        | —                        | —                        | —                        | - RIAA: Bạch kim - ARIA: Vàng                  | Battle Studies                         |
| "Both of Us" (B.o.B hợp tác với Taylor Swift)                                                    | 2012 | 18                       | 5                        | —                        | 23                       | —                        | 26                       | 10                       | —                        | 22                       | —                        | - RIAA: Bạch kim - ARIA: Bạch kim - RMNZ: Vàng | Strange Clouds                         |
| "Babe" (Sugarland hợp tác với Taylor Swift)                                                      | 2018 | 72                       | —                        | —                        | 94                       | —                        | —                        | —                        | —                        | —                        | —                        | - RIAA: Vàng                                   | Bigger                                 |
| "Gasoline" (Haim hợp tác với Taylor Swift)                                                       | 2021 | —                        | —                        | —                        | —                        | —                        | —                        | —                        | —                        | —                        | —                        |                                                | Women in Music Pt. III                 |
| "Renegade" (Big Red Machine hợp tác với Taylor Swift)                                            | 2021 | 73                       | 70                       | —                        | 58                       | —                        | 53                       | —                        | —                        | 73                       | 96                       |                                                | How Long Do You Think It's Gonna Last? |
| "The Joker and the Queen" (Ed Sheeran hợp tác với Taylor Swift)                                  | 2022 | 21                       | —                        | 35                       | 12                       | 37                       | —                        | 26                       | 19                       | —                        | 10                       |                                                | =                                      |
| "The Alcott" (The National hợp tác với Taylor Swift)                                             | 2023 | —                        | —                        | —                        | —                        | —                        | 63                       | —                        | —                        | 90                       | —                        |                                                | First Two Pages of Frankenstein        |
| "—" có nghĩa là bài hát không có mặt trên bảng xếp hạng hoặc không được phát hành ở quốc gia đó. |      |                          |                          |                          |                          |                          |                          |                          |                          |                          |                          |                                                |                                        |

## Đĩa đơn quảng bá
| Tựa đề                                                                                           | Năm  | Vị trí xếp hạng cao nhất | Vị trí xếp hạng cao nhất | Vị trí xếp hạng cao nhất | Vị trí xếp hạng cao nhất | Vị trí xếp hạng cao nhất | Vị trí xếp hạng cao nhất | Vị trí xếp hạng cao nhất | Vị trí xếp hạng cao nhất | Vị trí xếp hạng cao nhất | Vị trí xếp hạng cao nhất | Chứng nhận                                      | Album                                               |
| Tựa đề                                                                                           | Năm  | Hoa Kỳ                   | Úc                       | Áo                       | Canada                   | Ireland                  | Nhật Bản                 | New Zealand              | Thụy Sĩ                  | Anh Quốc                 | Thế giới                 | Chứng nhận                                      | Album                                               |
| ------------------------------------------------------------------------------------------------ | ---- | ------------------------ | ------------------------ | ------------------------ | ------------------------ | ------------------------ | ------------------------ | ------------------------ | ------------------------ | ------------------------ | ------------------------ | ----------------------------------------------- | --------------------------------------------------- |
| "I Heart ?"                                                                                      | 2008 | —                        | —                        | —                        | —                        | —                        | —                        | —                        | —                        | —                        | —                        |                                                 | Beautiful Eyes                                      |
| "Beautiful Eyes"                                                                                 | 2008 | —                        | —                        | —                        | —                        | —                        | —                        | —                        | —                        | —                        | —                        |                                                 | Beautiful Eyes                                      |
| "Change"                                                                                         | 2008 | 10                       | —                        | —                        | —                        | —                        | —                        | —                        | —                        | —                        | —                        | - RIAA: Vàng                                    | AT&T Team USA Soundtrack                            |
| "Breathe" (hợp tác với Colbie Caillat)                                                           | 2008 | 87                       | —                        | —                        | —                        | —                        | —                        | —                        | —                        | —                        | —                        | - RIAA: Vàng                                    | Fearless                                            |
| "You're Not Sorry"                                                                               | 2008 | 11                       | —                        | —                        | 11                       | —                        | —                        | —                        | —                        | —                        | —                        | - RIAA: Bạch kim                                | Fearless                                            |
| "American Girl"                                                                                  | 2009 | —                        | —                        | —                        | —                        | —                        | —                        | —                        | —                        | —                        | —                        |                                                 | Đĩa đơn quảng bá không nằm trong album              |
| "Speak Now"                                                                                      | 2010 | 8                        | 20                       | —                        | 8                        | —                        | —                        | 34                       | —                        | —                        | —                        | - RIAA: Vàng - ARIA: Vàng                       | Speak Now                                           |
| "Haunted"                                                                                        | 2011 | 63                       | —                        | —                        | 61                       | —                        | —                        | —                        | —                        | —                        | —                        | - RIAA: Vàng - ARIA: Vàng                       | Speak Now                                           |
| "If This Was a Movie"                                                                            | 2011 | 10                       | —                        | —                        | 17                       | —                        | —                        | —                        | —                        | 191                      | —                        |                                                 | Speak Now                                           |
| "Superman"                                                                                       | 2011 | 26                       | —                        | —                        | 82                       | —                        | —                        | —                        | —                        | —                        | —                        |                                                 | Speak Now                                           |
| "Safe & Sound" (hợp tác với the Civil Wars)                                                      | 2011 | 30                       | 38                       | —                        | 31                       | —                        | —                        | 11                       | —                        | 67                       | —                        | - RIAA: 2× Bạch kim - ARIA: Bạch kim - BPI: Bạc | The Hunger Games: Songs from District 12 and Beyond |
| "Long Live" (hợp tác với Paula Fernandes)                                                        | 2012 | —                        | —                        | —                        | —                        | —                        | —                        | —                        | —                        | —                        | —                        |                                                 | Speak Now World Tour – Live                         |
| "State of Grace"                                                                                 | 2012 | 13                       | 44                       | —                        | 9                        | —                        | 43                       | 20                       | —                        | 36                       | —                        | - RIAA: Vàng                                    | Red                                                 |
| "The Moment I Knew"                                                                              | 2013 | 64                       | —                        | —                        | 58                       | —                        | —                        | —                        | —                        | 197                      | —                        |                                                 | Red                                                 |
| "Come Back... Be Here"                                                                           | 2013 | —                        | —                        | —                        | 64                       | —                        | —                        | —                        | —                        | 188                      | —                        |                                                 | Red                                                 |
| "Girl at Home"                                                                                   | 2013 | —                        | —                        | —                        | 75                       | —                        | —                        | —                        | —                        | —                        | —                        |                                                 | Red                                                 |
| "Sweeter than Fiction"                                                                           | 2013 | 34                       | 44                       | —                        | 17                       | —                        | 38                       | 26                       | —                        | 45                       | —                        |                                                 | One Chance                                          |
| "Welcome to New York"                                                                            | 2014 | 48                       | 23                       | —                        | 19                       | 55                       | 80                       | 6                        | —                        | 39                       | —                        | - ARIA: 2× Bạch kim - RIAA: Bạch kim - BPI: Bạc | 1989                                                |
| "Wonderland"                                                                                     | 2015 | 51                       | 84                       | —                        | 59                       | —                        | —                        | —                        | —                        | 171                      | —                        |                                                 | 1989                                                |
| "You Are in Love"                                                                                | 2015 | 83                       | —                        | —                        | 99                       | —                        | —                        | —                        | —                        | —                        | —                        |                                                 | 1989                                                |
| "Gorgeous"                                                                                       | 2017 | 13                       | 9                        | 32                       | 9                        | 18                       | 52                       | 19                       | 46                       | 15                       | —                        | - RIAA: Vàng - ARIA: Bạch kim - BPI: Vàng       | Reputation                                          |
| "Call It What You Want"                                                                          | 2017 | 27                       | 16                       | 43                       | 24                       | 44                       | —                        | 34                       | 99                       | 29                       | —                        | - RIAA: Vàng - ARIA: Vàng - BPI: Bạc            | Reputation                                          |
| "The Archer"                                                                                     | 2019 | 38                       | 19                       | —                        | 41                       | 31                       | —                        | 28                       | —                        | 43                       | —                        | - ARIA: Vàng - BPI: Bạc                         | Lover                                               |
| "Beautiful Ghosts"                                                                               | 2019 | —                        | —                        | —                        | —                        | —                        | —                        | —                        | —                        | —                        | —                        |                                                 | Cats                                                |
| "Only the Young"                                                                                 | 2020 | 50                       | 31                       | —                        | 57                       | 40                       | —                        | —                        | —                        | 57                       | —                        |                                                 | Đĩa đơn quảng bá không nằm trong album              |
| "The 1"                                                                                          | 2020 | 4                        | 4                        | —                        | 7                        | 7                        | —                        | 7                        | 92                       | 10                       | 114                      | - RIAA: Bạch kim - BPI: Vàng                    | Folklore                                            |
| "Love Story (Taylor's Version)"                                                                  | 2021 | 11                       | 21                       | —                        | 7                        | 7                        | —                        | 18                       | —                        | 12                       | 7                        | - BPI: Vàng                                     | Fearless (Taylor's Version)                         |
| "You All Over Me" (hợp tác với Maren Morris)                                                     | 2021 | 51                       | 34                       | —                        | 29                       | 35                       | —                        | —                        | —                        | 52                       | 35                       |                                                 | Fearless (Taylor's Version)                         |
| "Mr. Perfectly Fine"                                                                             | 2021 | 30                       | 19                       | —                        | 23                       | 15                       | —                        | 25                       | —                        | 30                       | 19                       | - BPI: Bạc                                      | Fearless (Taylor's Version)                         |
| "The Lakes"                                                                                      | 2021 | —                        | —                        | —                        | —                        | 52                       | —                        | —                        | —                        | 88                       | —                        |                                                 | Folklore                                            |
| "Wildest Dreams (Taylor's Version)"                                                              | 2021 | 19                       | 14                       | —                        | 18                       | 15                       | —                        | 30                       | —                        | 25                       | 19                       | - ARIA: Bạch kim - BPI: Vàng - RMNZ: Vàng       | 1989 (Taylor's Version)                             |
| "All Too Well (Taylor's Version)"                                                                | 2021 | 1                        | 1                        | —                        | 1                        | 1                        | —                        | 1                        | —                        | 3                        | 1                        | - ARIA: Bạch kim - BPI: Bạch kim - RMNZ: Vàng   | Red (Taylor's Version)                              |
| "Christmas Tree Farm (Old Timey Version)"                                                        | 2021 | 62                       | —                        | —                        | —                        | —                        | —                        | —                        | —                        | —                        | 98                       |                                                 | Đĩa đơn quảng bá không nằm trong album              |
| "This Love (Taylor's Version)"                                                                   | 2022 | 42                       | 23                       | —                        | 30                       | 26                       | —                        | 40                       | —                        | 42                       | 35                       | - ARIA: Vàng                                    | 1989 (Taylor's Version)                             |
| "Carolina"                                                                                       | 2022 | 60                       | 62                       | —                        | 49                       | 42                       | —                        | —                        | —                        | 63                       | 45                       |                                                 | Where the Crawdads Sing                             |
| "Bejeweled"                                                                                      | 2022 | 6                        | 7                        | —                        | 7                        | —                        | —                        | 9                        | —                        | 63                       | 8                        | - ARIA: Bạch kim - BPI: Bạc - MC: Bạch kim      | Midnights                                           |
| "Question...?"                                                                                   | 2022 | 7                        | 11                       | —                        | 10                       | —                        | —                        | —                        | —                        | —                        | 11                       | - ARIA: Vàng - BPI: Bạc - MC: Vàng              | Midnights                                           |
| "All of the Girls You Loved Before"                                                              | 2023 | 12                       | 15                       | —                        | 12                       | 9                        | —                        | 13                       | —                        | 11                       | 10                       | - ARIA: Vàng                                    | The More Lover Chapter                              |
| "If This Was a Movie (Taylor's Version)"                                                         | 2023 | —                        | —                        | —                        | —                        | —                        | —                        | —                        | —                        | —                        | —                        |                                                 | The More Fearless (Taylor's Version) Chapter        |
| "Eyes Open (Taylor's Version)"                                                                   | 2023 | —                        | —                        | —                        | —                        | —                        | —                        | —                        | —                        | —                        | —                        |                                                 | The More Red (Taylor's Version) Chapter             |
| "Safe & Sound (Taylor's Version)" (hợp tác với Joy Williams và John Paul White)                  | 2023 | —                        | —                        | —                        | —                        | —                        | —                        | —                        | —                        | —                        | —                        |                                                 | The More Red (Taylor's Version) Chapter             |
| "You're Losing Me"                                                                               | 2023 | 27                       | 13                       | —                        | 18                       | 14                       | —                        | 15                       | 82                       | 20                       | 15                       |                                                 | Midnights (Late Night Edition)                      |
| "—" có nghĩa là bài hát không có mặt trên bảng xếp hạng hoặc không được phát hành ở quốc gia đó. |      |                          |                          |                          |                          |                          |                          |                          |                          |                          |                          |                                                 |                                                     |

## Các bài hát lên bảng xếp hạng hoặc được chứng nhận khác

### Thập niên 2000
| Tựa đề                                                                                           | Năm  | Vị trí xếp hạng cao nhất | Vị trí xếp hạng cao nhất | Vị trí xếp hạng cao nhất | Vị trí xếp hạng cao nhất | Vị trí xếp hạng cao nhất | Vị trí xếp hạng cao nhất | Chứng nhận       | Album                               |
| Tựa đề                                                                                           | Năm  | Hoa Kỳ                   | Hoa Kỳ Country           | Hoa Kỳ Pop               | Úc                       | Canada                   | Anh Quốc                 | Chứng nhận       | Album                               |
| ------------------------------------------------------------------------------------------------ | ---- | ------------------------ | ------------------------ | ------------------------ | ------------------------ | ------------------------ | ------------------------ | ---------------- | ----------------------------------- |
| "I'm Only Me When I'm with You"                                                                  | 2007 | —                        | —                        | 80                       | —                        | —                        | —                        | - RIAA: Bạch kim | Taylor Swift                        |
| "Invisible"                                                                                      | 2007 | —                        | —                        | —                        | —                        | —                        | —                        | - RIAA: Vàng     | Taylor Swift                        |
| "Last Christmas"                                                                                 | 2007 | —                        | 28                       | —                        | —                        | —                        | —                        |                  | The Taylor Swift Holiday Collection |
| "Santa Baby"                                                                                     | 2007 | —                        | 43                       | —                        | —                        | —                        | —                        |                  | The Taylor Swift Holiday Collection |
| "White Christmas"                                                                                | 2007 | —                        | 59                       | —                        | —                        | —                        | —                        |                  | The Taylor Swift Holiday Collection |
| "Silent Night"                                                                                   | 2007 | —                        | 54                       | —                        | —                        | —                        | —                        |                  | The Taylor Swift Holiday Collection |
| "Christmases When You Were Mine"                                                                 | 2007 | —                        | 48                       | —                        | —                        | —                        | —                        |                  | The Taylor Swift Holiday Collection |
| "Umbrella"                                                                                       | 2008 | —                        | —                        | 79                       | —                        | —                        | —                        |                  | iTunes Live from SoHo               |
| "Hey Stephen"                                                                                    | 2008 | 94                       | —                        | —                        | —                        | —                        | —                        | - RIAA: Vàng     | Fearless                            |
| "Tell Me Why"                                                                                    | 2008 | —                        | —                        | —                        | —                        | —                        | —                        |                  | Fearless                            |
| "The Way I Loved You"                                                                            | 2008 | 72                       | —                        | —                        | —                        | —                        | —                        | - RIAA: Vàng     | Fearless                            |
| "Forever & Always"                                                                               | 2008 | 34                       | —                        | —                        | —                        | 37                       | —                        | - RIAA: Bạch kim | Fearless                            |
| "The Best Day"                                                                                   | 2008 | —                        | 56                       | —                        | —                        | —                        | —                        | - RIAA: Vàng     | Fearless                            |
| "Crazier"                                                                                        | 2009 | 17                       | —                        | 11                       | 57                       | 67                       | 100                      | - RIAA: Bạch kim | Hannah Montana: The Movie           |
| "Jump then Fall"                                                                                 | 2009 | 10                       | 59                       | —                        | 98                       | 14                       | —                        | - RIAA: Vàng     | Fearless: Platinum Edition          |
| "Untouchable"                                                                                    | 2009 | 19                       | —                        | —                        | —                        | 23                       | —                        |                  | Fearless: Platinum Edition          |
| "Come In with the Rain"                                                                          | 2009 | 30                       | —                        | —                        | —                        | 40                       | —                        |                  | Fearless: Platinum Edition          |
| "SuperStar"                                                                                      | 2009 | 26                       | —                        | —                        | —                        | 35                       | —                        |                  | Fearless: Platinum Edition          |
| "The Other Side of the Door"                                                                     | 2009 | 23                       | —                        | —                        | —                        | 30                       | —                        |                  | Fearless: Platinum Edition          |
| "—" có nghĩa là bài hát không có mặt trên bảng xếp hạng hoặc không được phát hành ở quốc gia đó. |      |                          |                          |                          |                          |                          |                          |                  |                                     |

### Thập niên 2010
| Tựa đề                                                                                           | Năm  | Vị trí xếp hạng cao nhất | Vị trí xếp hạng cao nhất | Vị trí xếp hạng cao nhất | Vị trí xếp hạng cao nhất | Vị trí xếp hạng cao nhất | Vị trí xếp hạng cao nhất | Vị trí xếp hạng cao nhất | Vị trí xếp hạng cao nhất | Vị trí xếp hạng cao nhất | Vị trí xếp hạng cao nhất | Chứng nhận                                                 | Album                       |
| Tựa đề                                                                                           | Năm  | Hoa Kỳ                   | Úc                       | Áo                       | Canada                   | Đức                      | Ireland                  | New Zealand              | Thụy Sĩ                  | Anh Quốc                 | Thế giới                 | Chứng nhận                                                 | Album                       |
| ------------------------------------------------------------------------------------------------ | ---- | ------------------------ | ------------------------ | ------------------------ | ------------------------ | ------------------------ | ------------------------ | ------------------------ | ------------------------ | ------------------------ | ------------------------ | ---------------------------------------------------------- | --------------------------- |
| "Breathless"                                                                                     | 2010 | 72                       | —                        | —                        | 49                       | —                        | —                        | —                        | —                        | 116                      | —                        |                                                            | Hope for Haiti Now          |
| "Dear John"                                                                                      | 2010 | 54                       | —                        | —                        | 68                       | —                        | —                        | —                        | —                        | —                        | —                        | - ARIA: Vàng                                               | Speak Now                   |
| "Never Grow Up"                                                                                  | 2010 | 84                       | —                        | —                        | —                        | —                        | —                        | —                        | —                        | —                        | —                        | - RIAA: Vàng - ARIA: Vàng                                  | Speak Now                   |
| "Enchanted"                                                                                      | 2010 | 75                       | 27                       | —                        | 47                       | —                        | —                        | —                        | —                        | —                        | 55                       | - RIAA: Vàng - ARIA: Bạch kim - BPI: Vàng - RMNZ: Bạch kim | Speak Now                   |
| "Better than Revenge"                                                                            | 2010 | 56                       | —                        | —                        | 73                       | —                        | —                        | —                        | —                        | —                        | —                        | - RIAA: Vàng - ARIA: Vàng - BPI: Bạc                       | Speak Now                   |
| "Innocent"                                                                                       | 2010 | 27                       | —                        | —                        | 53                       | —                        | —                        | —                        | —                        | —                        | —                        |                                                            | Speak Now                   |
| "Last Kiss"                                                                                      | 2010 | 71                       | —                        | —                        | 99                       | —                        | —                        | —                        | —                        | —                        | —                        | - ARIA: Vàng                                               | Speak Now                   |
| "Long Live"                                                                                      | 2010 | 85                       | —                        | —                        | —                        | —                        | —                        | —                        | —                        | —                        | —                        |                                                            | Speak Now                   |
| "Drops of Jupiter (Live)"                                                                        | 2011 | —                        | —                        | —                        | —                        | —                        | —                        | —                        | —                        | —                        | —                        |                                                            | Speak Now World Tour – Live |
| "Treacherous"                                                                                    | 2012 | —                        | —                        | —                        | 65                       | —                        | —                        | —                        | —                        | —                        | —                        |                                                            | Red                         |
| "All Too Well"                                                                                   | 2012 | 80                       | —                        | 16                       | 59                       | 36                       | —                        | —                        | 19                       | —                        | —                        | - RIAA: Vàng - BPI: Bạc                                    | Red                         |
| "I Almost Do"                                                                                    | 2012 | 65                       | —                        | —                        | 50                       | —                        | —                        | —                        | —                        | —                        | —                        |                                                            | Red                         |
| "Stay Stay Stay"                                                                                 | 2012 | 91                       | —                        | —                        | 70                       | —                        | —                        | —                        | —                        | —                        | —                        |                                                            | Red                         |
| "Holy Ground"                                                                                    | 2012 | —                        | —                        | —                        | 89                       | —                        | —                        | —                        | —                        | —                        | —                        |                                                            | Red                         |
| "Sad Beautiful Tragic"                                                                           | 2012 | —                        | —                        | —                        | 92                       | —                        | —                        | —                        | —                        | —                        | —                        |                                                            | Red                         |
| "The Lucky One"                                                                                  | 2012 | —                        | —                        | —                        | 88                       | —                        | —                        | —                        | —                        | —                        | —                        |                                                            | Red                         |
| "Starlight"                                                                                      | 2012 | —                        | —                        | —                        | 80                       | —                        | —                        | —                        | —                        | —                        | —                        |                                                            | Red                         |
| "All You Had to Do Was Stay"                                                                     | 2014 | —                        | 99                       | —                        | 92                       | —                        | —                        | —                        | —                        | —                        | —                        | - RIAA: Vàng - ARIA: Bạch kim - BPI: Bạc                   | 1989                        |
| "I Wish You Would"                                                                               | 2014 | —                        | —                        | —                        | —                        | —                        | —                        | —                        | —                        | —                        | —                        | - ARIA: Vàng                                               | 1989                        |
| "How You Get the Girl"                                                                           | 2014 | —                        | —                        | —                        | 81                       | —                        | —                        | —                        | —                        | —                        | —                        | - RIAA: Vàng - ARIA: Bạch kim - BPI: Bạc                   | 1989                        |
| "This Love"                                                                                      | 2014 | —                        | —                        | —                        | 84                       | —                        | —                        | —                        | —                        | —                        | —                        | - RIAA: Bạch kim - ARIA: Vàng                              | 1989                        |
| "I Know Places"                                                                                  | 2014 | —                        | —                        | —                        | —                        | —                        | —                        | —                        | —                        | —                        | —                        | - RIAA: Vàng - ARIA: Vàng                                  | 1989                        |
| "Clean"                                                                                          | 2014 | —                        | —                        | —                        | —                        | —                        | —                        | —                        | —                        | —                        | —                        | - ARIA: Bạch kim - BPI: Bạc                                | 1989                        |
| "I Did Something Bad"                                                                            | 2017 | —                        | —                        | —                        | —                        | —                        | —                        | —                        | —                        | —                        | —                        | - BPI: Bạc                                                 | Reputation                  |
| "Don't Blame Me"                                                                                 | 2017 | —                        | 34                       | —                        | —                        | 99                       | 55                       | —                        | 88                       | 77                       | 107                      | - ARIA: Bạch kim - BPI: Bạch kim - RMNZ: Bạch kim          | Reputation                  |
| "I Forgot That You Existed"                                                                      | 2019 | 28                       | 24                       | —                        | 29                       | —                        | —                        | —                        | —                        | —                        | —                        | - BPI: Bạc                                                 | Lover                       |
| "I Think He Knows"                                                                               | 2019 | 51                       | 34                       | —                        | 48                       | —                        | —                        | —                        | —                        | —                        | —                        | - BPI: Bạc                                                 | Lover                       |
| "Miss Americana & the Heartbreak Prince"                                                         | 2019 | 49                       | 32                       | —                        | 47                       | —                        | —                        | —                        | —                        | —                        | —                        | - BPI: Bạc                                                 | Lover                       |
| "Paper Rings"                                                                                    | 2019 | 45                       | 29                       | —                        | 40                       | —                        | —                        | —                        | —                        | —                        | —                        | - BPI: Vàng                                                | Lover                       |
| "Cornelia Street"                                                                                | 2019 | 57                       | 40                       | —                        | 51                       | —                        | —                        | —                        | —                        | —                        | —                        | - BPI: Bạc                                                 | Lover                       |
| "Death by a Thousand Cuts"                                                                       | 2019 | 67                       | 48                       | —                        | 64                       | —                        | —                        | —                        | —                        | —                        | —                        | - BPI: Bạc                                                 | Lover                       |
| "London Boy"                                                                                     | 2019 | 62                       | 42                       | —                        | 54                       | —                        | —                        | —                        | —                        | —                        | —                        | - BPI: Bạc                                                 | Lover                       |
| "Soon You'll Get Better" (hợp tác với the Dixie Chicks)                                          | 2019 | 63                       | 54                       | —                        | 71                       | —                        | —                        | —                        | —                        | —                        | —                        |                                                            | Lover                       |
| "False God"                                                                                      | 2019 | 77                       | 59                       | —                        | 77                       | —                        | —                        | —                        | —                        | —                        | —                        |                                                            | Lover                       |
| "Afterglow"                                                                                      | 2019 | 75                       | 57                       | —                        | 72                       | —                        | —                        | —                        | —                        | —                        | —                        |                                                            | Lover                       |
| "It's Nice to Have a Friend"                                                                     | 2019 | 92                       | 72                       | —                        | 97                       | —                        | —                        | —                        | —                        | —                        | —                        |                                                            | Lover                       |
| "Daylight"                                                                                       | 2019 | 89                       | 70                       | —                        | 87                       | —                        | —                        | —                        | —                        | —                        | —                        |                                                            | Lover                       |
| "—" có nghĩa là bài hát không có mặt trên bảng xếp hạng hoặc không được phát hành ở quốc gia đó. |      |                          |                          |                          |                          |                          |                          |                          |                          |                          |                          |                                                            |                             |

### Thập niên 2020
| Tựa đề                                                                                           | Năm  | Vị trí xếp hạng cao nhất | Vị trí xếp hạng cao nhất | Vị trí xếp hạng cao nhất | Vị trí xếp hạng cao nhất | Vị trí xếp hạng cao nhất | Vị trí xếp hạng cao nhất | Vị trí xếp hạng cao nhất | Vị trí xếp hạng cao nhất | Vị trí xếp hạng cao nhất | Vị trí xếp hạng cao nhất | Chứng nhận                                              | Album                        |
| Tựa đề                                                                                           | Năm  | Hoa Kỳ                   | Úc                       | Áo                       | Canada                   | Đức                      | Ireland                  | New Zealand              | Thụy Sĩ                  | Anh Quốc                 | Thế giới                 | Chứng nhận                                              | Album                        |
| ------------------------------------------------------------------------------------------------ | ---- | ------------------------ | ------------------------ | ------------------------ | ------------------------ | ------------------------ | ------------------------ | ------------------------ | ------------------------ | ------------------------ | ------------------------ | ------------------------------------------------------- | ---------------------------- |
| "The Last Great American Dynasty"                                                                | 2020 | 13                       | 7                        | —                        | 13                       | —                        | —                        | 13                       | —                        | —                        | —                        | - BPI: Bạc                                              | Folklore                     |
| "My Tears Ricochet"                                                                              | 2020 | 16                       | 8                        | —                        | 14                       | —                        | —                        | —                        | —                        | —                        | —                        | - BPI: Bạc                                              | Folklore                     |
| "Mirrorball"                                                                                     | 2020 | 26                       | 14                       | —                        | 22                       | —                        | —                        | —                        | —                        | —                        | —                        | - BPI: Bạc                                              | Folklore                     |
| "Seven"                                                                                          | 2020 | 35                       | 16                       | —                        | 26                       | —                        | —                        | —                        | —                        | —                        | —                        | - BPI: Bạc                                              | Folklore                     |
| "August"                                                                                         | 2020 | 23                       | 13                       | —                        | 19                       | —                        | 38                       | —                        | —                        | 78                       | 46                       | - BPI: Bạch kim - RMNZ: Bạch kim                        | Folklore                     |
| "This Is Me Trying"                                                                              | 2020 | 39                       | 18                       | —                        | 30                       | —                        | —                        | —                        | —                        | —                        | —                        | - BPI: Bạc                                              | Folklore                     |
| "Illicit Affairs"                                                                                | 2020 | 44                       | 21                       | —                        | 33                       | —                        | —                        | —                        | —                        | —                        | —                        | - BPI: Bạc                                              | Folklore                     |
| "Invisible String"                                                                               | 2020 | 37                       | 19                       | —                        | 29                       | —                        | —                        | —                        | —                        | —                        | —                        | - BPI: Bạc                                              | Folklore                     |
| "Mad Woman"                                                                                      | 2020 | 47                       | 25                       | —                        | 38                       | —                        | —                        | —                        | —                        | —                        | —                        |                                                         | Folklore                     |
| "Epiphany"                                                                                       | 2020 | 57                       | 29                       | —                        | 44                       | —                        | —                        | —                        | —                        | —                        | —                        |                                                         | Folklore                     |
| "Peace"                                                                                          | 2020 | 58                       | 33                       | —                        | 46                       | —                        | —                        | —                        | —                        | —                        | —                        |                                                         | Folklore                     |
| "Hoax"                                                                                           | 2020 | 71                       | 43                       | —                        | 51                       | —                        | —                        | —                        | —                        | —                        | —                        |                                                         | Folklore                     |
| "Champagne Problems"                                                                             | 2020 | 21                       | 12                       | —                        | 6                        | —                        | 6                        | 24                       | 92                       | 15                       | 12                       | - BPI: Vàng - MC: Vàng                                  | Evermore                     |
| "Gold Rush"                                                                                      | 2020 | 40                       | 21                       | —                        | 14                       | —                        | —                        | 34                       | —                        | —                        | 21                       | - BPI: Bạc                                              | Evermore                     |
| "'Tis the Damn Season"                                                                           | 2020 | 39                       | 24                       | —                        | 13                       | —                        | —                        | —                        | —                        | —                        | 23                       | - BPI: Bạc                                              | Evermore                     |
| "Tolerate It"                                                                                    | 2020 | 45                       | 33                       | —                        | 18                       | —                        | —                        | —                        | —                        | —                        | 28                       |                                                         | Evermore                     |
| "Happiness"                                                                                      | 2020 | 52                       | 37                       | —                        | 24                       | —                        | —                        | —                        | —                        | —                        | 33                       |                                                         | Evermore                     |
| "Dorothea"                                                                                       | 2020 | 67                       | 47                       | —                        | 34                       | —                        | —                        | —                        | —                        | —                        | 47                       |                                                         | Evermore                     |
| "Ivy"                                                                                            | 2020 | 61                       | 43                       | —                        | 28                       | —                        | —                        | —                        | —                        | —                        | 43                       |                                                         | Evermore                     |
| "Cowboy like Me"                                                                                 | 2020 | 71                       | 55                       | —                        | 43                       | —                        | —                        | —                        | —                        | —                        | 62                       |                                                         | Evermore                     |
| "Long Story Short"                                                                               | 2020 | 68                       | 49                       | —                        | 39                       | —                        | —                        | —                        | —                        | —                        | 55                       |                                                         | Evermore                     |
| "Marjorie"                                                                                       | 2020 | 75                       | 57                       | —                        | 48                       | —                        | —                        | —                        | —                        | —                        | 66                       |                                                         | Evermore                     |
| "Closure"                                                                                        | 2020 | 82                       | —                        | —                        | 57                       | —                        | —                        | —                        | —                        | —                        | 75                       |                                                         | Evermore                     |
| "Evermore" (hợp tác với Bon Iver)                                                                | 2020 | 57                       | 45                       | —                        | 26                       | —                        | —                        | —                        | —                        | —                        | 40                       |                                                         | Evermore                     |
| "Right Where You Left Me"                                                                        | 2021 | —                        | —                        | —                        | —                        | —                        | —                        | —                        | —                        | —                        | —                        | - BPI: Bạc                                              | Evermore                     |
| "It's Time to Go"                                                                                | 2021 | —                        | —                        | —                        | 86                       | —                        | —                        | —                        | —                        | —                        | 174                      |                                                         | Evermore                     |
| "Fearless (Taylor's Version)"                                                                    | 2021 | 71                       | 54                       | —                        | 46                       | —                        | —                        | —                        | —                        | —                        | 53                       |                                                         | Fearless (Taylor's Version)  |
| "Fifteen (Taylor's Version)"                                                                     | 2021 | 88                       | 72                       | —                        | 56                       | —                        | —                        | —                        | —                        | —                        | 84                       |                                                         | Fearless (Taylor's Version)  |
| "Hey Stephen (Taylor's Version)"                                                                 | 2021 | —                        | 86                       | —                        | 68                       | —                        | —                        | —                        | —                        | —                        | 105                      |                                                         | Fearless (Taylor's Version)  |
| "White Horse (Taylor's Version)"                                                                 | 2021 | —                        | 99                       | —                        | 72                       | —                        | —                        | —                        | —                        | —                        | 111                      |                                                         | Fearless (Taylor's Version)  |
| "You Belong with Me (Taylor's Version)"                                                          | 2021 | 75                       | 53                       | —                        | 44                       | —                        | 30                       | —                        | —                        | 52                       | 51                       | - BPI: Bạc                                              | Fearless (Taylor's Version)  |
| "Breathe (Taylor's Version)" (hợp tác với Colbie Caillat)                                        | 2021 | —                        | —                        | —                        | 78                       | —                        | —                        | —                        | —                        | —                        | 133                      |                                                         | Fearless (Taylor's Version)  |
| "Tell Me Why (Taylor's Version)"                                                                 | 2021 | —                        | —                        | —                        | 92                       | —                        | —                        | —                        | —                        | —                        | 171                      |                                                         | Fearless (Taylor's Version)  |
| "You're Not Sorry (Taylor's Version)"                                                            | 2021 | —                        | —                        | —                        | 90                       | —                        | —                        | —                        | —                        | —                        | 165                      |                                                         | Fearless (Taylor's Version)  |
| "The Way I Loved You (Taylor's Version)"                                                         | 2021 | 94                       | 89                       | —                        | 60                       | —                        | —                        | —                        | —                        | —                        | 93                       |                                                         | Fearless (Taylor's Version)  |
| "Forever & Always (Taylor's Version)"                                                            | 2021 | 65                       | 45                       | —                        | 37                       | —                        | —                        | —                        | —                        | —                        | 41                       |                                                         | Fearless (Taylor's Version)  |
| "The Best Day (Taylor's Version)"                                                                | 2021 | —                        | —                        | —                        | —                        | —                        | —                        | —                        | —                        | —                        | —                        |                                                         | Fearless (Taylor's Version)  |
| "We Were Happy"                                                                                  | 2021 | —                        | —                        | —                        | 95                       | —                        | —                        | —                        | —                        | —                        | —                        |                                                         | Fearless (Taylor's Version)  |
| "That's When" (hợp tác với Keith Urban)                                                          | 2021 | —                        | 81                       | —                        | 63                       | —                        | —                        | —                        | —                        | —                        | 130                      |                                                         | Fearless (Taylor's Version)  |
| "Don't You"                                                                                      | 2021 | —                        | —                        | —                        | 96                       | —                        | —                        | —                        | —                        | —                        | —                        |                                                         | Fearless (Taylor's Version)  |
| "State of Grace (Taylor's Version)"                                                              | 2021 | 18                       | 25                       | —                        | 9                        | —                        | 7                        | 12                       | —                        | 18                       | 12                       |                                                         | Red (Taylor's Version)       |
| "Red (Taylor's Version)"                                                                         | 2021 | 25                       | 12                       | —                        | 12                       | —                        | 9                        | 15                       | —                        | 22                       | 13                       |                                                         | Red (Taylor's Version)       |
| "Treacherous (Taylor's Version)"                                                                 | 2021 | 54                       | 38                       | —                        | 41                       | —                        | —                        | —                        | —                        | —                        | 42                       |                                                         | Red (Taylor's Version)       |
| "I Knew You Were Trouble (Taylor's Version)"                                                     | 2021 | 46                       | 21                       | —                        | 29                       | —                        | —                        | 26                       | —                        | —                        | 23                       | - BPI: Bạc                                              | Red (Taylor's Version)       |
| "22 (Taylor's Version)"                                                                          | 2021 | 52                       | 27                       | —                        | 33                       | —                        | —                        | —                        | —                        | —                        | 30                       |                                                         | Red (Taylor's Version)       |
| "I Almost Do (Taylor's Version)"                                                                 | 2021 | 59                       | 45                       | —                        | 49                       | —                        | —                        | —                        | —                        | —                        | 54                       |                                                         | Red (Taylor's Version)       |
| "We Are Never Ever Getting Back Together (Taylor's Version)"                                     | 2021 | 55                       | 34                       | —                        | 40                       | —                        | —                        | —                        | —                        | —                        | 41                       |                                                         | Red (Taylor's Version)       |
| "Stay Stay Stay (Taylor's Version)"                                                              | 2021 | 67                       | —                        | —                        | 57                       | —                        | —                        | —                        | —                        | —                        | 66                       |                                                         | Red (Taylor's Version)       |
| "The Last Time (Taylor's Version)" (hợp tác với Gary Lightbody)                                  | 2021 | 66                       | —                        | —                        | 53                       | —                        | —                        | —                        | —                        | —                        | 61                       |                                                         | Red (Taylor's Version)       |
| "Holy Ground (Taylor's Version)"                                                                 | 2021 | 76                       | —                        | —                        | 62                       | —                        | —                        | —                        | —                        | —                        | 77                       |                                                         | Red (Taylor's Version)       |
| "Sad Beautiful Tragic (Taylor's Version)"                                                        | 2021 | 85                       | —                        | —                        | 71                       | —                        | —                        | —                        | —                        | —                        | 94                       |                                                         | Red (Taylor's Version)       |
| "The Lucky One (Taylor's Version)"                                                               | 2021 | 84                       | —                        | —                        | 68                       | —                        | —                        | —                        | —                        | —                        | 93                       |                                                         | Red (Taylor's Version)       |
| "Everything Has Changed (Taylor's Version)" (hợp tác với Ed Sheeran)                             | 2021 | 63                       | —                        | —                        | 51                       | —                        | —                        | —                        | —                        | —                        | 59                       |                                                         | Red (Taylor's Version)       |
| "Starlight (Taylor's Version)"                                                                   | 2021 | 90                       | —                        | —                        | 73                       | —                        | —                        | —                        | —                        | —                        | 102                      |                                                         | Red (Taylor's Version)       |
| "Begin Again (Taylor's Version)"                                                                 | 2021 | 77                       | —                        | —                        | 61                       | —                        | —                        | —                        | —                        | —                        | 76                       |                                                         | Red (Taylor's Version)       |
| "The Moment I Knew (Taylor's Version)"                                                           | 2021 | 83                       | —                        | —                        | 67                       | —                        | —                        | —                        | —                        | —                        | 95                       |                                                         | Red (Taylor's Version)       |
| "Come Back... Be Here (Taylor's Version)"                                                        | 2021 | 87                       | —                        | —                        | 69                       | —                        | —                        | —                        | —                        | —                        | 97                       |                                                         | Red (Taylor's Version)       |
| "Girl at Home (Taylor's Version)"                                                                | 2021 | —                        | —                        | —                        | 76                       | —                        | —                        | —                        | —                        | —                        | 118                      |                                                         | Red (Taylor's Version)       |
| "Ronan (Taylor's Version)"                                                                       | 2021 | —                        | —                        | —                        | 88                       | —                        | —                        | —                        | —                        | —                        | 142                      |                                                         | Red (Taylor's Version)       |
| "Better Man"                                                                                     | 2021 | 51                       | —                        | —                        | 36                       | —                        | —                        | —                        | —                        | —                        | 46                       |                                                         | Red (Taylor's Version)       |
| "Nothing New" (hợp tác với Phoebe Bridgers)                                                      | 2021 | 43                       | 31                       | —                        | 22                       | —                        | 25                       | —                        | —                        | —                        | 33                       |                                                         | Red (Taylor's Version)       |
| "Babe"                                                                                           | 2021 | 69                       | —                        | —                        | 56                       | —                        | —                        | —                        | —                        | —                        | 71                       |                                                         | Red (Taylor's Version)       |
| "Forever Winter"                                                                                 | 2021 | 79                       | 64                       | —                        | 64                       | —                        | —                        | —                        | —                        | —                        | 87                       |                                                         | Red (Taylor's Version)       |
| "Run" (hợp tác với Ed Sheeran)                                                                   | 2021 | 47                       | 19                       | —                        | 28                       | —                        | —                        | —                        | —                        | —                        | 24                       |                                                         | Red (Taylor's Version)       |
| "The Very First Night"                                                                           | 2021 | 61                       | —                        | —                        | 55                       | —                        | —                        | —                        | —                        | —                        | 68                       |                                                         | Red (Taylor's Version)       |
| "Maroon"                                                                                         | 2022 | 3                        | 4                        | —                        | 4                        | 96                       | —                        | 5                        | —                        | —                        | 4                        | - ARIA: Bạch kim - BPI: Bạc - MC: Bạch kim              | Midnights                    |
| "Snow on the Beach" (hợp tác với Lana Del Rey)                                                   | 2022 | 4                        | 3                        | 12                       | 3                        | 74                       | 3                        | 4                        | 16                       | 4                        | 3                        | - ARIA: Bạch kim - BPI: Bạc - MC: Bạch kim - RMNZ: Vàng | Midnights                    |
| "You're on Your Own, Kid"                                                                        | 2022 | 8                        | 6                        | —                        | 6                        | —                        | 6                        | 20                       | —                        | 65                       | 7                        | - ARIA: Bạch kim - BPI: Bạc - MC: Bạch kim              | Midnights                    |
| "Midnight Rain"                                                                                  | 2022 | 5                        | 5                        | 52                       | 5                        | 92                       | 44                       | 5                        | —                        | —                        | 5                        | - ARIA: Bạch kim - BPI: Bạc - MC: Bạch kim              | Midnights                    |
| "Vigilante Shit"                                                                                 | 2022 | 10                       | 10                       | —                        | 9                        | —                        | —                        | —                        | —                        | —                        | 9                        | - ARIA: Bạch kim - BPI: Bạc - MC: Vàng                  | Midnights                    |
| "Labyrinth"                                                                                      | 2022 | 14                       | 13                       | —                        | 14                       | —                        | —                        | —                        | —                        | —                        | 12                       | - ARIA: Vàng - MC: Vàng                                 | Midnights                    |
| "Sweet Nothing"                                                                                  | 2022 | 15                       | 14                       | —                        | 15                       | —                        | —                        | —                        | —                        | —                        | 14                       | - ARIA: Vàng - MC: Vàng                                 | Midnights                    |
| "Mastermind"                                                                                     | 2022 | 13                       | 12                       | —                        | 12                       | —                        | —                        | —                        | —                        | —                        | 13                       | - ARIA: Bạch kim - BPI: Bạc - MC: Vàng                  | Midnights                    |
| "The Great War"                                                                                  | 2022 | 26                       | —                        | —                        | 22                       | —                        | —                        | —                        | —                        | —                        | 24                       |                                                         | Midnights                    |
| "Bigger Than the Whole Sky"                                                                      | 2022 | 21                       | —                        | —                        | 20                       | —                        | —                        | —                        | —                        | —                        | 22                       | - ARIA: Vàng                                            | Midnights                    |
| "Paris"                                                                                          | 2022 | 32                       | —                        | —                        | 25                       | —                        | —                        | —                        | —                        | —                        | 30                       | - ARIA: Vàng                                            | Midnights                    |
| "High Infidelity"                                                                                | 2022 | 33                       | —                        | —                        | 28                       | —                        | —                        | —                        | —                        | —                        | 31                       | - ARIA: Vàng                                            | Midnights                    |
| "Glitch"                                                                                         | 2022 | 41                       | —                        | —                        | 32                       | —                        | —                        | —                        | —                        | —                        | 35                       |                                                         | Midnights                    |
| "Would've, Could've, Should've"                                                                  | 2022 | 20                       | —                        | —                        | 18                       | —                        | —                        | —                        | —                        | —                        | 21                       | - ARIA: Vàng                                            | Midnights                    |
| "Dear Reader"                                                                                    | 2022 | 45                       | —                        | —                        | 35                       | —                        | —                        | —                        | —                        | —                        | 37                       |                                                         | Midnights                    |
| "Hits Different"                                                                                 | 2023 | 27                       | 16                       | —                        | 19                       | —                        | 13                       | 14                       | —                        | 18                       | 18                       |                                                         | Midnights                    |
| "Mine (Taylor's Version)"                                                                        | 2023 | 15                       | 10                       | —                        | 15                       | —                        | 9                        | 11                       | —                        | —                        | 13                       |                                                         | Speak Now (Taylor's Version) |
| "Sparks Fly (Taylor's Version)"                                                                  | 2023 | 22                       | 17                       | —                        | 25                       | —                        | —                        | 20                       | —                        | —                        | 20                       |                                                         | Speak Now (Taylor's Version) |
| "Back to December (Taylor's Version)"                                                            | 2023 | 16                       | 11                       | —                        | 17                       | —                        | —                        | 10                       | —                        | —                        | 10                       |                                                         | Speak Now (Taylor's Version) |
| "Speak Now (Taylor's Version)"                                                                   | 2023 | 33                       | 22                       | —                        | 31                       | —                        | —                        | 26                       | —                        | —                        | 24                       |                                                         | Speak Now (Taylor's Version) |
| "Dear John (Taylor's Version)"                                                                   | 2023 | 26                       | 26                       | —                        | 35                       | —                        | —                        | 27                       | —                        | —                        | 28                       |                                                         | Speak Now (Taylor's Version) |
| "Mean (Taylor's Version)"                                                                        | 2023 | 39                       | 30                       | —                        | 41                       | —                        | —                        | 28                       | —                        | —                        | 33                       |                                                         | Speak Now (Taylor's Version) |
| "The Story of Us (Taylor's Version)"                                                             | 2023 | 42                       | 32                       | —                        | 44                       | —                        | —                        | 32                       | —                        | —                        | 31                       |                                                         | Speak Now (Taylor's Version) |
| "Never Grow Up (Taylor's Version)"                                                               | 2023 | 58                       | 59                       | —                        | 59                       | —                        | —                        | —                        | —                        | —                        | 71                       |                                                         | Speak Now (Taylor's Version) |
| "Enchanted (Taylor's Version)"                                                                   | 2023 | 19                       | 7                        | —                        | 18                       | —                        | 8                        | 15                       | —                        | 15                       | 11                       |                                                         | Speak Now (Taylor's Version) |
| "Better than Revenge (Taylor's Version)"                                                         | 2023 | 28                       | 14                       | —                        | 29                       | —                        | —                        | 22                       | —                        | —                        | 25                       |                                                         | Speak Now (Taylor's Version) |
| "Innocent (Taylor's Version)"                                                                    | 2023 | 63                       | 75                       | —                        | 63                       | —                        | —                        | —                        | —                        | —                        | 79                       |                                                         | Speak Now (Taylor's Version) |
| "Haunted (Taylor's Version)"                                                                     | 2023 | 50                       | 48                       | —                        | 55                       | —                        | —                        | 40                       | —                        | —                        | 53                       |                                                         | Speak Now (Taylor's Version) |
| "Last Kiss (Taylor's Version)"                                                                   | 2023 | 57                       | 60                       | —                        | 60                       | —                        | —                        | —                        | —                        | —                        | 65                       |                                                         | Speak Now (Taylor's Version) |
| "Long Live (Taylor's Version)"                                                                   | 2023 | 53                       | 53                       | —                        | 58                       | —                        | —                        | —                        | —                        | —                        | 55                       |                                                         | Speak Now (Taylor's Version) |
| "Ours (Taylor's Version)"                                                                        | 2023 | 68                       | 85                       | —                        | 65                       | —                        | —                        | —                        | —                        | —                        | 91                       |                                                         | Speak Now (Taylor's Version) |
| "Superman (Taylor's Version)"                                                                    | 2023 | 74                       | —                        | —                        | 76                       | —                        | —                        | —                        | —                        | —                        | 122                      |                                                         | Speak Now (Taylor's Version) |
| "Electric Touch" (hợp tác với Fall Out Boy)                                                      | 2023 | 35                       | 38                       | —                        | 46                       | —                        | —                        | 35                       | —                        | —                        | 37                       |                                                         | Speak Now (Taylor's Version) |
| "When Emma Falls in Love"                                                                        | 2023 | 34                       | 43                       | —                        | 40                       | —                        | —                        | 37                       | —                        | —                        | 36                       |                                                         | Speak Now (Taylor's Version) |
| "I Can See You"                                                                                  | 2023 | 5                        | 5                        | 58                       | 8                        | 90                       | 4                        | 4                        | —                        | 6                        | 4                        | - ARIA: Vàng                                            | Speak Now (Taylor's Version) |
| "Castles Crumbling" (hợp tác với Hayley Williams)                                                | 2023 | 31                       | 33                       | —                        | 42                       | —                        | —                        | 30                       | —                        | —                        | 30                       |                                                         | Speak Now (Taylor's Version) |
| "Foolish One"                                                                                    | 2023 | 40                       | 50                       | —                        | 50                       | —                        | —                        | 39                       | —                        | —                        | 49                       |                                                         | Speak Now (Taylor's Version) |
| "Timeless"                                                                                       | 2023 | 48                       | 56                       | —                        | 53                       | —                        | —                        | —                        | —                        | —                        | 60                       |                                                         | Speak Now (Taylor's Version) |
| "Welcome to New York (Taylor's Version)"                                                         | 2023 | 14                       | 11                       | —                        | 15                       | —                        | —                        | 14                       | —                        | —                        | 16                       |                                                         | 1989 (Taylor's Version)      |
| "Blank Space (Taylor's Version)"                                                                 | 2023 | 12                       | 9                        | —                        | 11                       | —                        | —                        | 12                       | —                        | —                        | 9                        |                                                         | 1989 (Taylor's Version)      |
| "Style (Taylor's Version)"                                                                       | 2023 | 9                        | 7                        | —                        | 8                        | —                        | —                        | 8                        | —                        | —                        | 5                        |                                                         | 1989 (Taylor's Version)      |
| "Out of the Woods (Taylor's Version)"                                                            | 2023 | 16                       | 12                       | —                        | 14                       | —                        | —                        | 16                       | —                        | —                        | 15                       |                                                         | 1989 (Taylor's Version)      |
| "All You Had to Do Was Stay (Taylor's Version)"                                                  | 2023 | 20                       | —                        | —                        | 23                       | —                        | —                        | 22                       | —                        | —                        | 20                       |                                                         | 1989 (Taylor's Version)      |
| "Shake It Off (Taylor's Version)"                                                                | 2023 | 28                       | 18                       | —                        | 24                       | —                        | —                        | 27                       | —                        | —                        | 21                       |                                                         | 1989 (Taylor's Version)      |
| "I Wish You Would (Taylor's Version)"                                                            | 2023 | 31                       | —                        | —                        | 32                       | —                        | —                        | 30                       | —                        | —                        | 26                       |                                                         | 1989 (Taylor's Version)      |
| "Bad Blood (Taylor's Version)" (solo hoặc hợp tác với Kendrick Lamar)                            | 2023 | 7                        | 52                       | —                        | 7                        | —                        | —                        | 10                       | —                        | —                        | 6                        |                                                         | 1989 (Taylor's Version)      |
| "How You Get the Girl (Taylor's Version)"                                                        | 2023 | 40                       | —                        | —                        | 34                       | —                        | —                        | 31                       | —                        | —                        | 29                       |                                                         | 1989 (Taylor's Version)      |
| "I Know Places (Taylor's Version)"                                                               | 2023 | 36                       | —                        | —                        | 35                       | —                        | —                        | 32                       | —                        | —                        | 30                       |                                                         | 1989 (Taylor's Version)      |
| "Clean (Taylor's Version)"                                                                       | 2023 | 30                       | —                        | —                        | 28                       | —                        | —                        | 28                       | —                        | —                        | 25                       |                                                         | 1989 (Taylor's Version)      |
| "Wonderland (Taylor's Version)"                                                                  | 2023 | 39                       | 22                       | —                        | 37                       | —                        | —                        | 36                       | —                        | —                        | 32                       |                                                         | 1989 (Taylor's Version)      |
| "You Are in Love (Taylor's Version)"                                                             | 2023 | 43                       | —                        | —                        | 42                       | —                        | —                        | 38                       | —                        | —                        | 38                       |                                                         | 1989 (Taylor's Version)      |
| "New Romantics (Taylor's Version)"                                                               | 2023 | 29                       | —                        | —                        | 27                       | —                        | —                        | 26                       | —                        | —                        | 24                       |                                                         | 1989 (Taylor's Version)      |
| "Say Don't Go"                                                                                   | 2023 | 5                        | 3                        | —                        | 5                        | —                        | —                        | 3                        | —                        | —                        | 4                        |                                                         | 1989 (Taylor's Version)      |
| "Now That We Don't Talk"                                                                         | 2023 | 2                        | 2                        | —                        | 2                        | —                        | 4                        | 2                        | —                        | 2                        | 2                        |                                                         | 1989 (Taylor's Version)      |
| "Suburban Legends"                                                                               | 2023 | 10                       | 8                        | —                        | 10                       | —                        | —                        | 9                        | —                        | —                        | 14                       |                                                         | 1989 (Taylor's Version)      |
| "—" có nghĩa là bài hát không có mặt trên bảng xếp hạng hoặc không được phát hành ở quốc gia đó. |      |                          |                          |                          |                          |                          |                          |                          |                          |                          |                          |                                                         |                              |